# St. Laurentius (Nußloch)

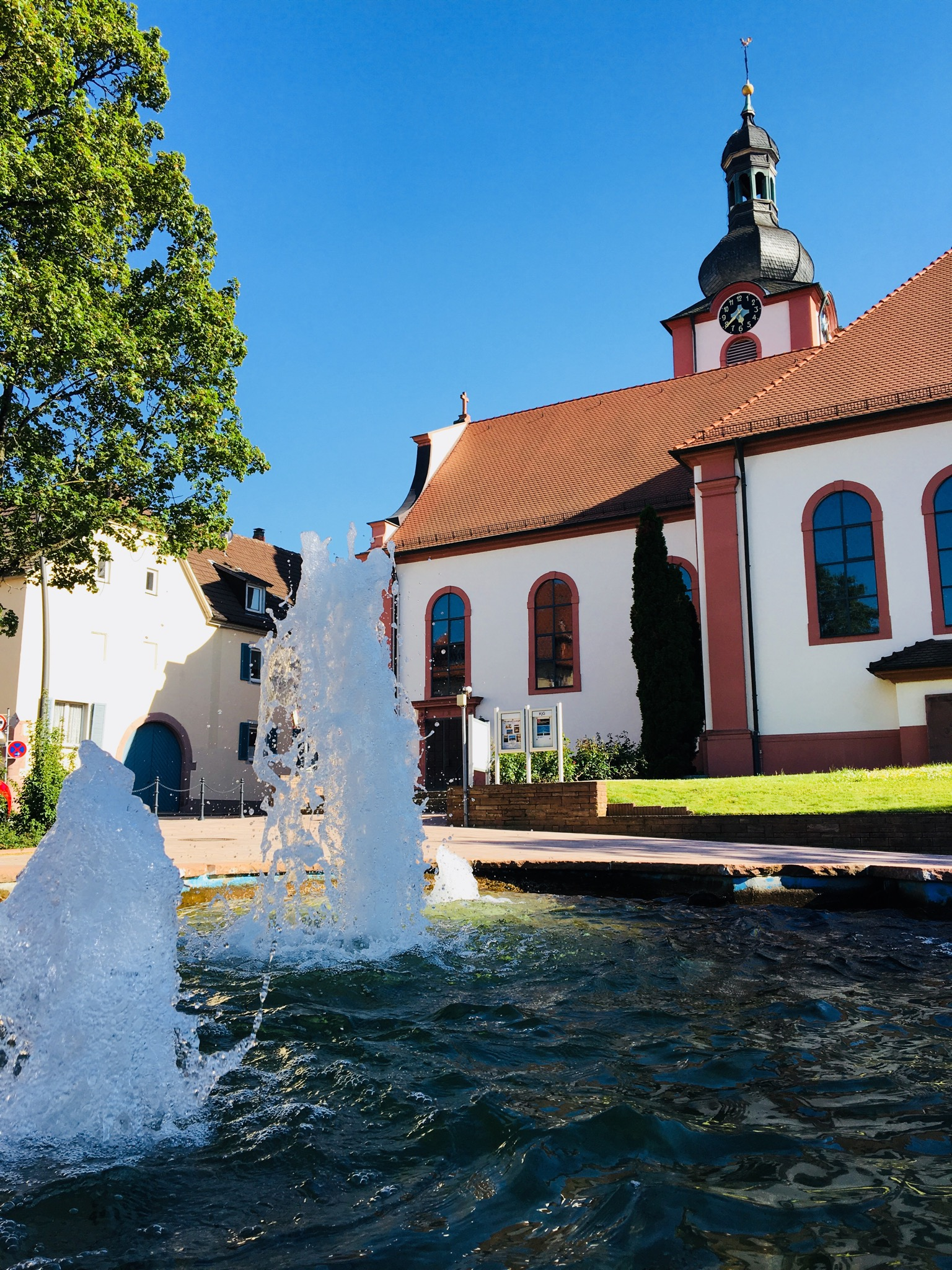
Brunnen und Kirche

Die St.-Laurentius-Kirche ist eine katholische Kirche in Nußloch im Rhein-Neckar-Kreis im Nordwesten Baden-Württembergs. Sie wurde 1755/56 nach den Plänen von Franz Wilhelm Rabaliatti erbaut und 1897 erweitert.

## Geschichte
Nußloch wurde 766 im Lorscher Codex erstmals urkundlich erwähnt. Seit wann es eine Kirche in Nußloch gab, ist nicht bekannt. Das Wormser Synodale, ein Visitationsbericht der Pfarreien im Bistum Worms, nennt 1496 erstmals das Kirchenpatrozinium St. Laurentius. Das Patrozinium könnte in Verbindung stehen mit den Lorscher Töchterklöstern auf dem Heiligenberg, dann ginge es in das 11. Jahrhundert zurück.
Nachdem Kurfürst Ottheinrich in der Pfalz 1556 die Reformation eingeführt hatte, musste auch Nußloch den mehrfachen Konfessionswechseln danach folgen. Bei der Pfälzischen Kirchenteilung wurde die Kirche 1707 den Katholiken zugesprochen und auch wieder eine katholische Pfarrei in Nußloch eingerichtet. 1756 wurde die baufällige Kirche durch einen Neubau ersetzt. Die Pläne hatte der Kurpfälzer Baumeister Franz Wilhelm Rabaliatti erstellt. Ende des 19. Jahrhunderts war die Kirche für die gewachsene Bevölkerung zu klein geworden, weshalb zwischen 1895 und 1897 der polygonale Chor abgerissen und die Kirche mit einem Querhaus und einem neuen Chor erweitert wurde. 1988 wurde die Kirche restauriert. Die Pfarrei St. Laurentius gehört seit 2011 mit Leimen und Sandhausen zu einer Seelsorgeeinheit im Dekanat Wiesloch im Erzbistum Freiburg.

## Beschreibung
Die St.-Laurentius-Kirche steht am nördlichen Ortseingang von Nußloch, unmittelbar angrenzend an das Anwesen der Adelsfamilie von Bettendorf. An das barocke Langhaus schließt sich im Westen das mit Walmdächern gedeckte, neobarocke Querschiff von 1897 harmonisch an. Der Turm mit seiner Zwiebelhaube ist an der linken Seite platziert. Über dem ehemaligen Hauptportal zur Hauptstraße, das heute zugemauert ist, steht in einer Nische eine Statue des Kirchenpatrons St. Laurentius. Im Außenbereich sind aus der Vorgängerkirche mehrere historische Grabmale der Familie  von Bettendorff aufgestellt. Das älteste stammt aus dem 15. Jahrhundert.
Original erhalten sind der Hochaltar, die Seitenaltäre und die Barockkanzel. In vier Deckengemälden sind Szenen aus der Bibel dargestellt.

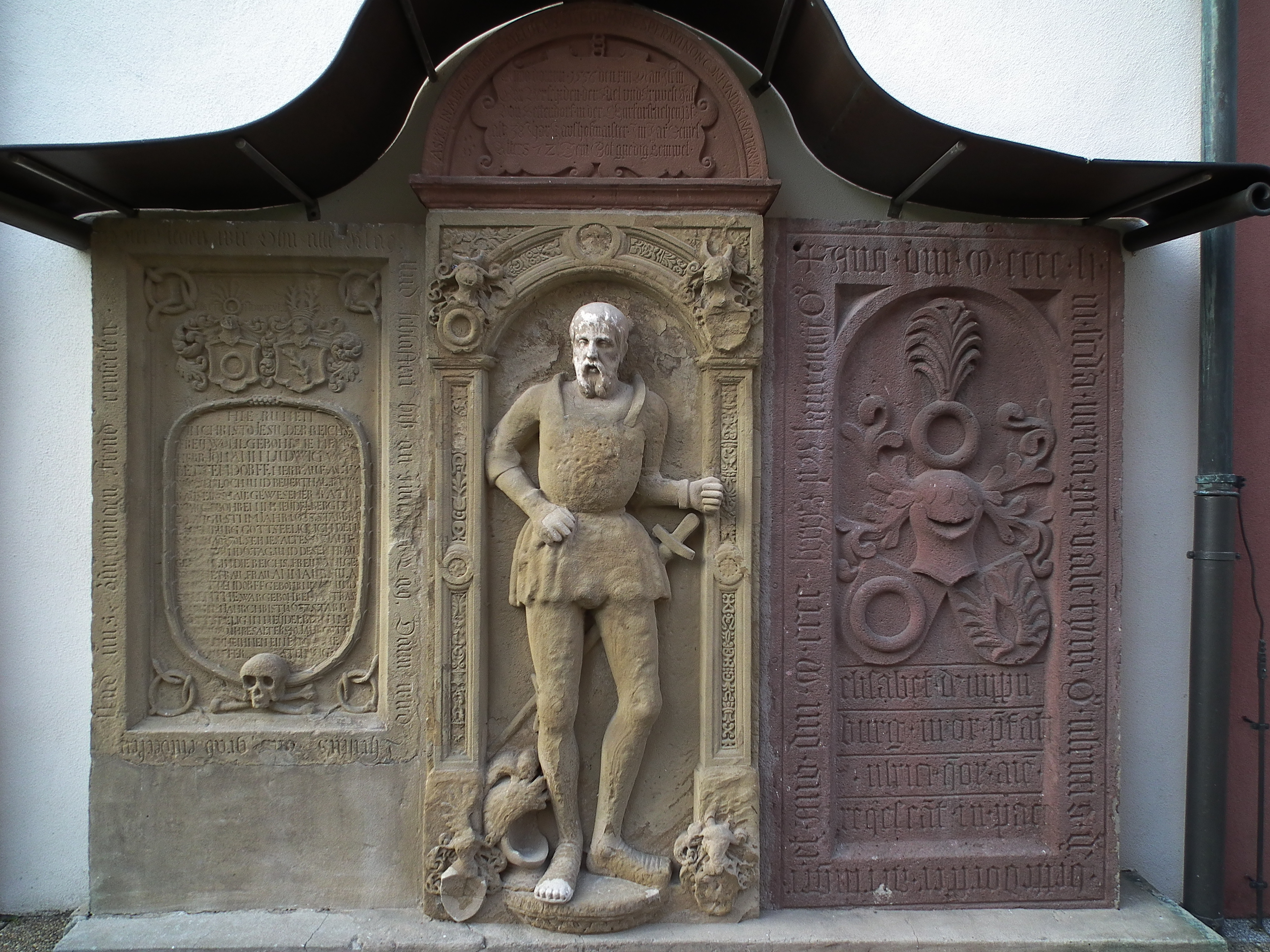
Epitaph der Adelsfamilie von Bettendorf
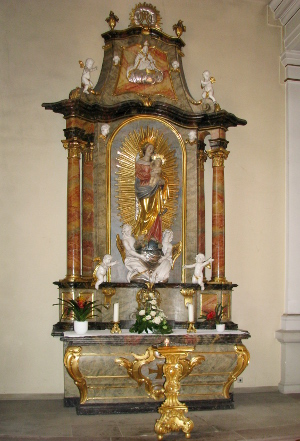
Linker Seitenaltar
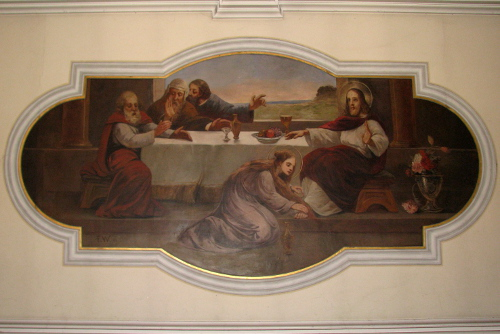
Deckengemälde: Maria Magdalena wäscht Jesus die Füße.
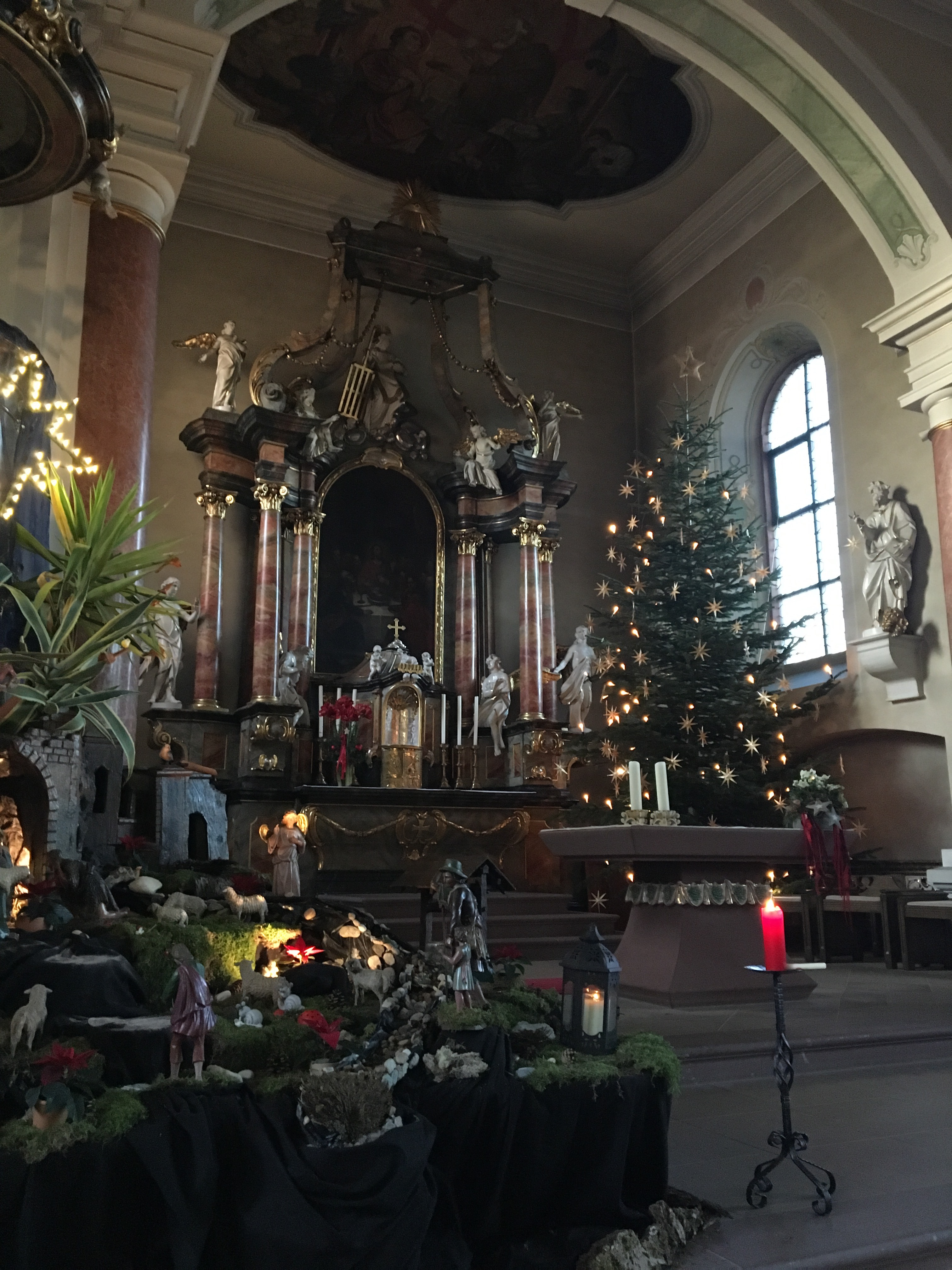
Altarraum zur Weihnachtszeit
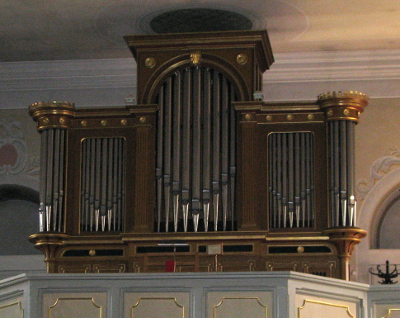
Orgel
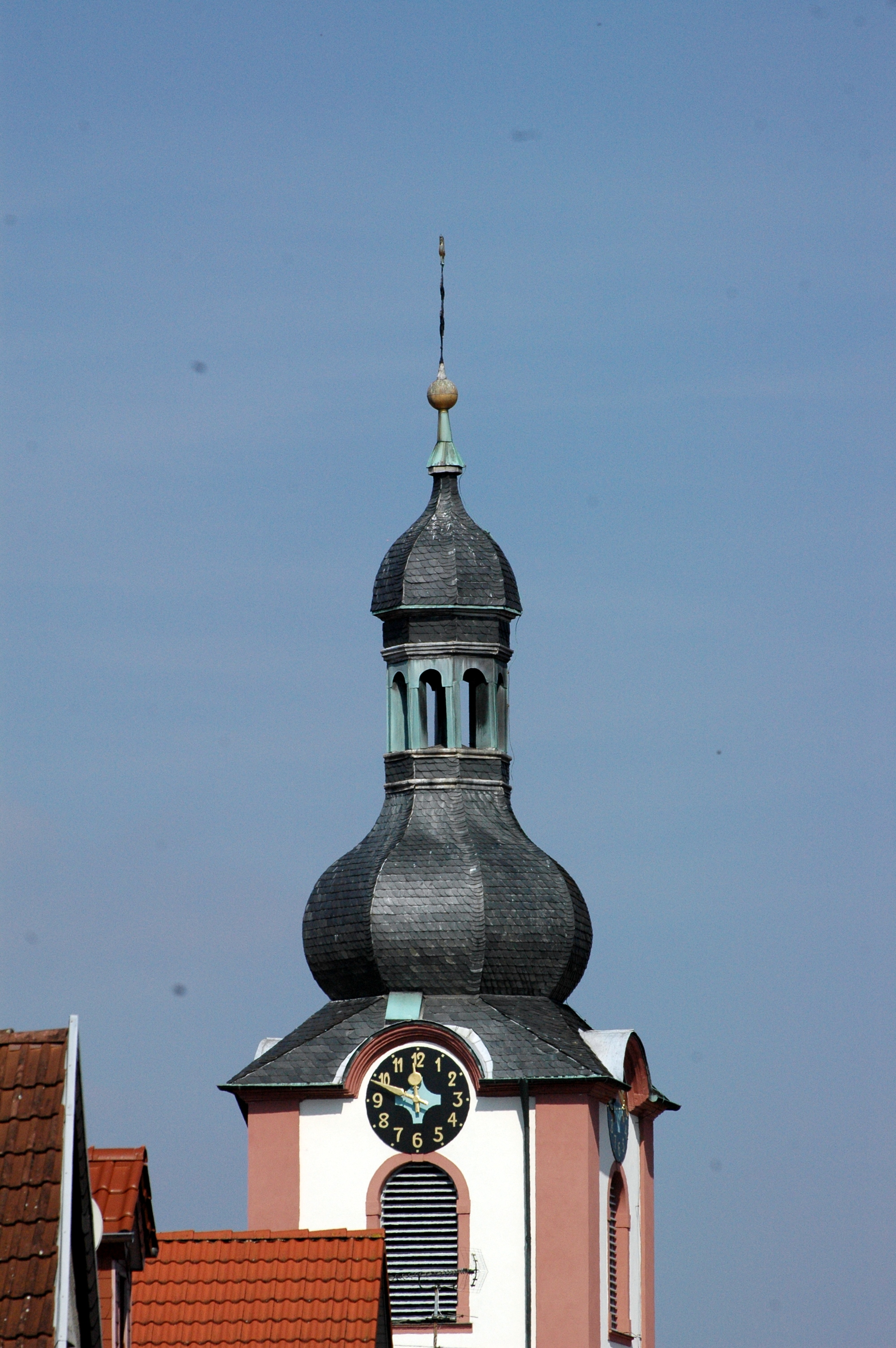
Barocke Turmhaube
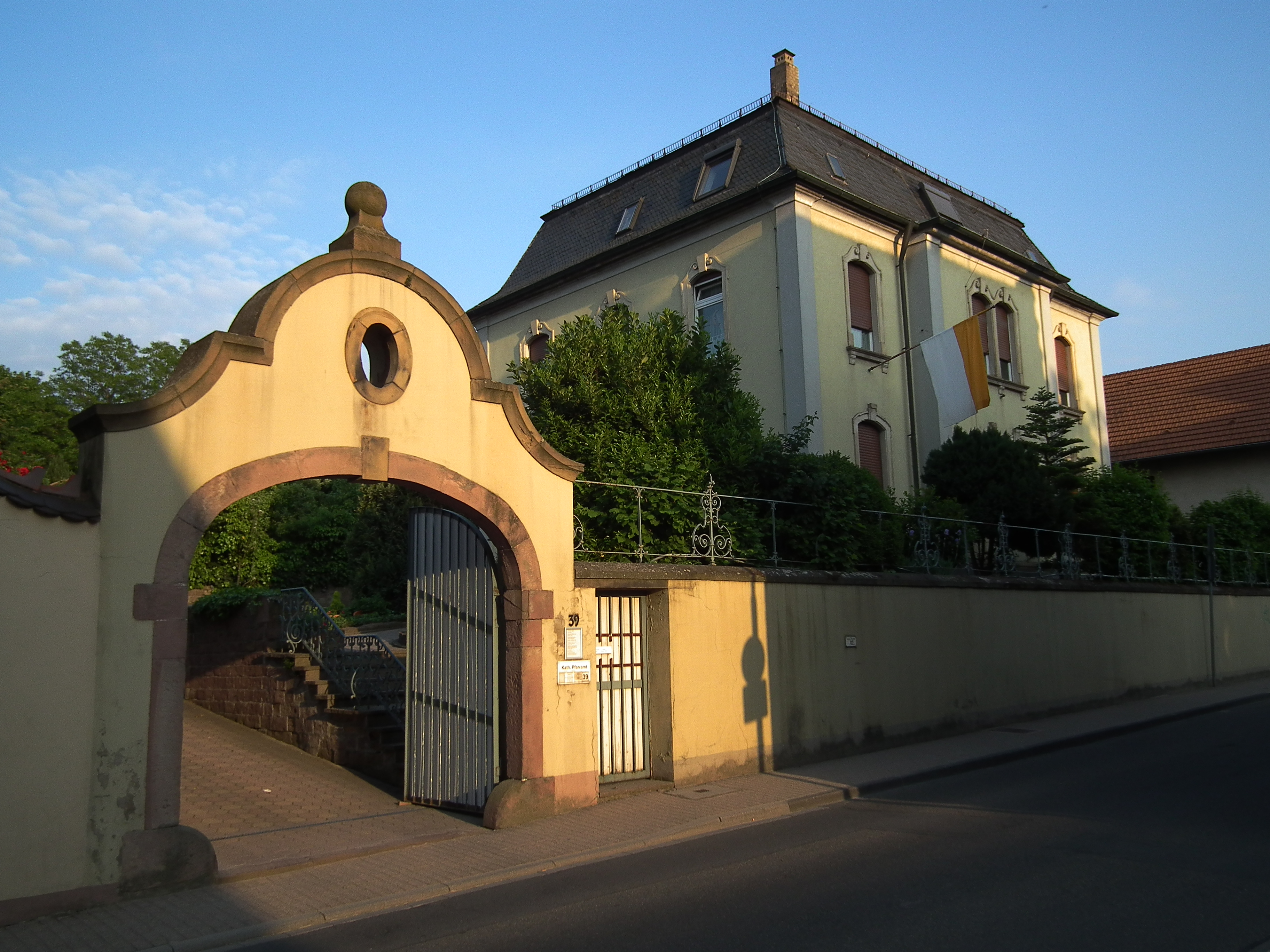
Katholisches Pfarrhaus St. Laurentius. Zugangspforte mit historischem Torbogen zum Laurentiusheim (Aufn. 2011)

## Orgel
Die Orgel auf der Empore wurde 1987 von Karl Göckel in das historische Gehäuse von Heinrich Voit aus dem Jahre 1878 eingebaut, wobei auch einige alte Pfeifen weiterverwendet wurden. Das Instrument hat 26 Register auf zwei Manualen und Pedal und verfügt über mechanische Spiel- und elektrische Registertrakturen.
| I Hauptwerk C–g3  |       |
| Principal         | 8′    |
| Gamba             | 8′    |
| Gedacktflöte      | 8′    |
| Praestant         | 4′    |
| Querflöte         | 4′    |
| Oktave            | 2′    |
| Quinte            | 1 ⁄3′ |
| Mixtur IV         | 1′    |
| Cornett V (ab c1) | 8′    |
| Trompete          | 8′    |

| II Positiv C–g3 |        |
| Bourdon         | 8′     |
| Salicional      | 8′     |
| Principal       | 4′     |
| Rohrflöte       | 4′     |
| Nasard          | 2 ⁄3′  |
| Flageolet       | 2′     |
| Tierce          | 1 3⁄5′ |
| Sifflet         | 1′     |
| Cymbel IV       | 2⁄3′   |
| Cromorne        | 8′     |
| Tremulant       |        |

| Pedal C–f1      |       |
| Subbaß          | 16′   |
| Octavbaß        | 8′    |
| Violoncello     | 8′    |
| Tenoroktave     | 4′    |
| Rauschquinte II | 2 ⁄3′ |
| Fagott          | 16′   |

- Koppeln: II/I, I/P, II/P
- Spielhilfen: Setzeranlage mit 64 Kombinationen, Tutti

## Glocken

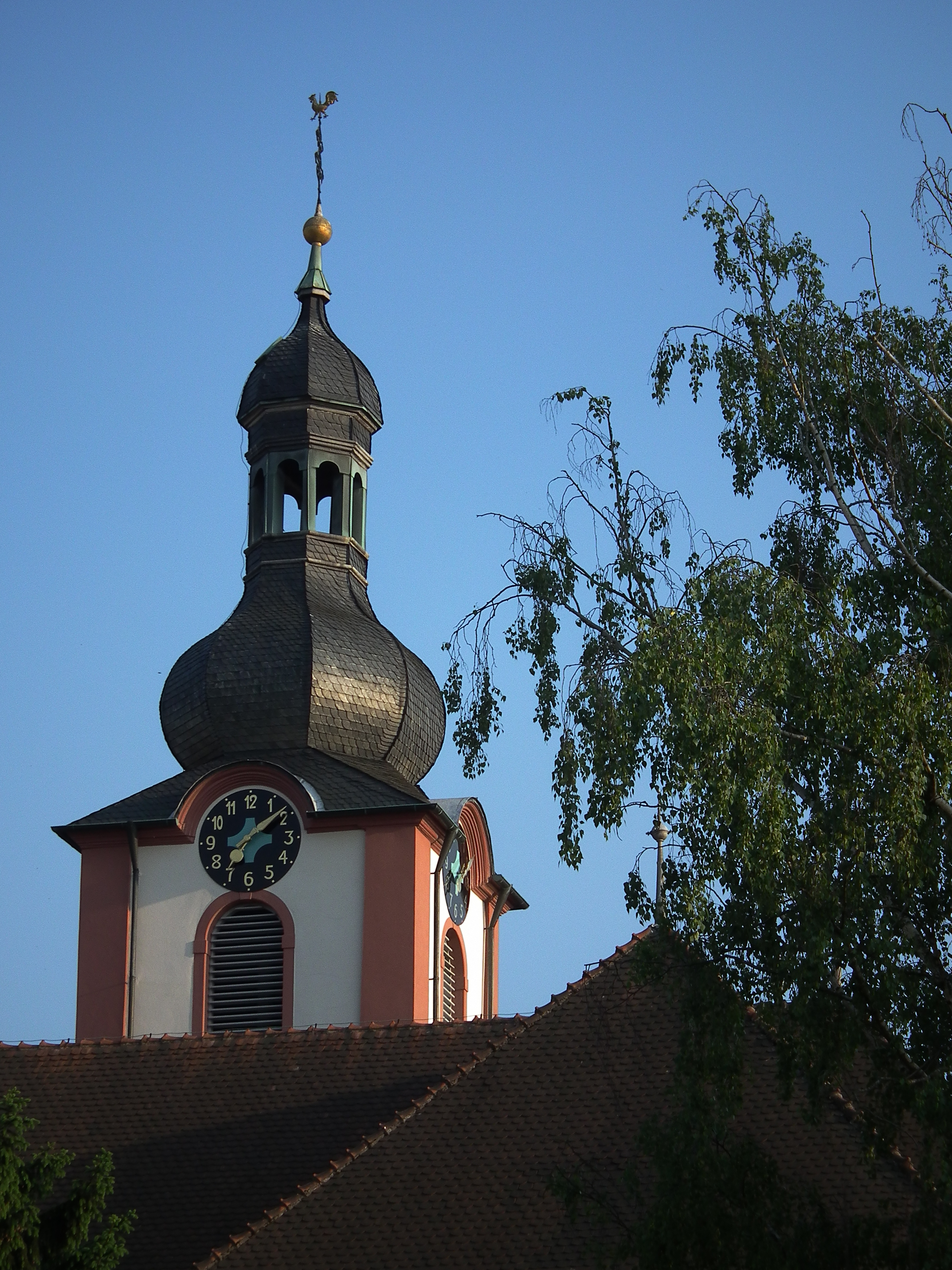
Turm St. Laurentius

Die Pfarrkirche St. Laurentius in Nußloch verfügt über ein fünfstimmiges Glockengeläut aus Bronze der Glockengießereien Schilling aus dem Jahr 1949 und Bachert aus dem Jahr 2014. Die Glocken 1 und 3–5 stammen aus dem ersten Guss der Heidelberger Gießerei. Das Geläut bildet in seiner Melodielinie das ausgefüllte Salve-Regina-Motiv.
Musikalische und technische Daten
| Glocke | Gießer / Gussort            | Gussjahr | Durchmesser | Gewicht | Nominal |
| ------ | --------------------------- | -------- | ----------- | ------- | ------- |
| 1      | F. W. Schilling, Heidelberg | 1949     | 1420 mm     | 1600 kg | d1-2    |
| 2      | Bachert, Karlsruhe          | 2014     | 1260 mm     | 1280 kg | e1-1    |
| 3      | F. W. Schilling, Heidelberg | 1949     | 1110 mm     | 780 kg  | fis1-2  |
| 4      | F. W. Schilling, Heidelberg | 1949     | 930 mm      | 450 kg  | a1-1    |
| 5      | F. W. Schilling, Heidelberg | 1949     | 820 mm      | 300 kg  | h1-1    |